# Козловский Боголюбский монастырь
Козловский Боголюбский монастырь — женский монастырь Русской православной церкви, действовавший в городе Козлов (ныне Мичуринск) Тамбовской области, Россия, с 1869 по 1918 год. Ансамбль монастыря частично сохранился в изменённом виде до настоящего времени.
Первый женский монастырь на козловской земле появился уже через три года после основания острога. Ильинский женский монастырь стал здесь в 1638 году по указу русского царя Михаила Фёдоровича. Монастырь этот не имел своих земель и крепостных, содержался за счёт государственного бюджета и пожертвований, в нём была деревянная трёхпрестольная церковь, освящённая в честь пророка Илии, Николая Чудотворца и Параскевы Пятницы. В лучшие времена в Ильинском монастыре жительствовали до 60 монахинь. Во время секуляризации 1764 года монастырь упразднили, сёстры были переведены в Тамбовский Вознесенский монастырь.
Когда в 1847 году жители Козлова приняли решение о сборе пожертвований на строительство обетного храма во имя Боголюбской иконы Богоматери, у Святейшего Синода было испрошено и позволение возродить при нём женскую обитель. В 1858 году разрешение на открытие монастыря было дано, и в 1867—1869 годах рядом с Боголюбским собором на средства козловского купца Фёдора Воронова был построен комплекс каменных зданий. Здесь появилась домовая церковь, два двухэтажных келейных дома за оградой с угловыми башенками и двумя святыми вратами.
Здания монастыря, возведённые под сенью Боголюбского собора, выдержаны с ним в одном стиле и обложены таким же красным кирпичом. Церковь сделали двухпрестольной — с главным алтарём во имя иконы Божией Матери «Утоли моя печали» и правым приделом великомученика Пантелеймона. Здесь хранилась частица Животворящего Креста, мощи 33 христианских святых.
В конце XIX века на территории монастыря было устроено множество флигелей и хозяйственных построек, отдельно стоящая деревянная звонница; здесь действовала библиотека, церковно-приходская школа и приют для девочек-сирот. У западной стены развели пруд. В северной части монастырского двора появился некрополь, в нём похоронили благотворителя монастыря Фёдора Воронова, основателя козловской художественной школы академика живописи Афанасия Надеждина. Сёстры занимались церковным шитьём, ковроткачеством, писали иконы. К 1917 году в монастыре проживало 116 человек, в том числе 91 инокиня.
Козловский совет рабочих депутатов закрыл Боголюбский монастырь сразу же как пришёл к власти. В годы гражданской войны здесь селили инвалидов и сирот. В 1920-е годы была разобрана звонница, разрушена каменная ограда монастыря. На месте некрополя построили двухэтажное здание, занимаемое в разное время детскими и медицинскими учреждениями. В 1943 году здание бывшей домовой церкви и келейные корпуса были переданы под жильё.
По состоянию на осень 2022 года в зданиях монастыря, в том числе и в бывшей церкви, разделённой ныне на три этажа деревянными перекрытиями, несколько десятков квартир. Они по большей части коммунальные, с холодным водоснабжением, но без канализации — выгребные ямы находятся на улице. Просьбы о возврате зданий и территории Русской православной церкви разбиваются о недостаток бюджетных средств для переселения жителей.